# Чебуркин, Николай Всеволодович
Николай Всеволодович Чебуркин (3 мая 1941, город Орск Оренбургской области — 20 декабря 2021, Москва) — учёный и изобретатель в сфере лазерных технологий, руководитель научно-исследовательских центров и предприятий оборонной промышленности. Доктор физико-математических наук, профессор. Заслуженный деятель науки Российской Федерации, Заслуженный изобретатель Российской Федерации, член Российской Инженерной Академии. Лауреат Государственной премии СССР, лауреат Премии Совета Министров СССР, лауреат Государственной премии РФ.
Соавтор более ста изобретений, соавтор многочисленных научных публикаций.

## Биография
Родился 3 мая 1941 года в городе Орск (Оренбургская область) в семье потомственных врачей и учителей. В 1964 году окончил Московский Энергетический институт по специальности «Прикладная физическая оптика». С 1964 по 1966 год работал в КБ ИВИС. С 1967 по 1970 год работал в ОКБ «Вымпел». С 1966 по 1969 год — аспирант МГУ им. М. В. Ломоносова, затем инженер МГУ им. М. В. Ломоносова до 1970 года.
С 1970 года работал в НПО «Астрофизика» вначале руководителем группы, позже получил должность заместителя генерального директора по научной работе и затем — должность начальника и главного конструктора ОКБ «Гранат».
С 1993 года являлся Генеральным директором Федерального государственного унитарного предприятия «ОКБ высокоэнергетических лазеров Гранат им. В. К. Орлова»; возглавлял базовую кафедру мощных лазеров в МИРЭА.
Сотрудники, коллеги: Н. Д. Устинов, В. К. Орлов, П. В. Зарубин, И. Н. Матвеев.
Похоронен на Троекуровском кладбище.

## Предприятия и должности
- ОКБ высокоэнергетический лазеров «Гранат» — Генеральный директор, Генеральный конструктор
- Государственный Научный центр лазерных систем РФ «Астрофизика» — Главный конструктор, Начальник центра совместных проектов

## Учёные степени и звания
- 1987: Доктор физико-математических наук
- 1990: Профессор

## Награды, премии
- 1978: Лауреат государственной премии СССР
- 1990: Лауреат премии Совета министров СССР
- 1990: Медаль «Ветеран труда»
- 1997: Медаль «В память 850-летия Москвы»
- 2000: Лауреат государственной премии РФ